# Yasukuni-jinja
Le Yasukuni-jinja, ou sanctuaire Yasukuni (靖国神社, Yasukuni-jinja, littéralement « le sanctuaire shinto du pays apaisé », ancienne graphie : 靖國神社) est un sanctuaire shinto, situé dans l'arrondissement de Chiyoda à Tokyo, au Japon. Il a été construit en 1869 pour rendre hommage aux Japonais « ayant donné leur vie au nom de l'empereur du Japon ». 
Les âmes de plus de deux millions de soldats japonais morts de 1868 à 1951 y sont déifiées, y compris les âmes de 1068 criminels de guerre de classe B jugés par les différentes juridictions américaine, soviétique, chinoise, britannique, australienne et néerlandaise, et 14 criminels de guerre de classe A jugés par le Tribunal militaire international pour l'Extrême-Orient après le conflit.  
En outre, le temple accueille des monuments dédiés aux personnels décédés de la Kempetai, la « Gestapo japonaise », ou de l'Unité 731, responsable d'expérimentations et vivisections humaines pour la guerre bactériologique durant la Seconde Guerre mondiale, voir crimes de guerre du Japon Showa. 
Considéré par la plupart comme l'un des symboles du passé colonialiste, militariste et du nationalisme japonais, il est connu pour les polémiques qu'il suscite en Extrême-Orient, notamment dans les pays occupés et les populations persécutées par l'ancien Japon impérial.

## Situation
Le Yasukuni-jinja est un sanctuaire shinto situé dans le nord-ouest de l'arrondissement Chiyoda de Tokyo, capitale du Japon. À l'est de la rive droite de la rivière Kanda et au nord-ouest du palais impérial de Tokyo, il s'étend sur 93 000 m2, au cœur du quartier Kudankita, le long de l'avenue Yasukuni qui débute au pont de Ryōgoku. À moins de trois cents mètres de son entrée principale, la station Kudanshita du métro de Tokyo est le point de rencontre des lignes Hanzōmon, Tōzai et Shinjuku.

## Histoire
Le sanctuaire, qui s'appelait à l'origine Tōkyō Shōkonsha (東京招魂社), a été construit en 1869 pour célébrer la mémoire des soldats morts pour l'empereur lors de la guerre civile de Boshin. À ce moment s'y trouvaient seulement 3 500 victimes de cette guerre. On y ajoute plus tard des personnes mortes lors de conflits internes comme les heurts avec les clans de Satsuma et de Saga, à partir de 1853, date d'arrivée des vaisseaux noirs du commodore  Perry au Japon.
En 1879, le sanctuaire prend le nom de « sanctuaire de Yasukuni ».
Avant la Seconde Guerre mondiale, le sanctuaire était une institution nationale spéciale placée sous l’autorité conjointe des ministères de l’Armée, de la Marine, et de l’Intérieur. Après la guerre et l'abolition du shintoïsme d'État par les forces d'occupation, le sanctuaire est devenu association religieuse, indépendante de l'État, conformément au nouveau principe de séparation de la religion et de l’État. C'est un sanctuaire autonome qui ne fait pas partie de l'association des sanctuaires shinto du Japon. À la fin de l’occupation du Japon, en 1952, le ministère de la Justice restaure les droits civiques des criminels de guerre, et en 1953, un amendement les assimile aux personnes mortes pour la patrie. En 1956, le ministère de la Santé et des Affaires sociales et le sanctuaire de Yasukuni entament une discussion pour les inscrire sur le registre du sanctuaire.
À partir de 1959, des criminels de guerre de classes B et C sont divinisés, aboutissant à un total de 984 criminels divinisés en 1967. En 1966, les cas des criminels de guerre A commencent à être examinés. En octobre 1978, à la liste des 1 068 criminels de guerre déjà « déifiés » sont ajoutés en secret plusieurs criminels de guerre de classe A condamnés lors des procès de Tokyo, en tant que « martyrs de Shōwa », dont le Premier ministre Hideki Tōjō ou le chef d'état-major de l'Armée Yoshijirō Umezu. Parmi ces quatorze condamnés, sept ont d'ailleurs été condamnés à mort et exécutés. Le sanctuaire deviendra controversé à la suite de ces ajouts, qui étaient la décision de Nagayoshi Matsudaira, prêtre responsable du sanctuaire et fils de Yoshitami Matsudaira, ministre de la Maison impériale après la guerre de la Grande Asie orientale.
Aujourd'hui, le Yasukuni-jinja rassemble les âmes de 2 466 532 morts pour les empereurs lors de conflits militaires, y compris certains Taïwanais ou Coréens qui avaient la nationalité japonaise au moment de leur mort à la suite de l'annexion de ces pays par le Japon. Ces morts relèvent principalement de la Seconde Guerre mondiale (2 133 915 personnes), puis de la guerre russo-japonaise (191 250 personnes). Il s'agit essentiellement de militaires, mais on y trouve aussi des civils ou même des enfants, ainsi que 57 000 femmes. Parmi les civils, les jeunes filles d'Okinawa connues sous le nom d'escadron Himeyuri, qui furent enrôlées comme infirmières et envoyées au front pendant la bataille d'Okinawa en 1945. Il y a également les 1 500 victimes du torpillage du navire Tsushima Maru (en) en 1944 par un sous-marin américain, ou encore des écoliers morts lors d'attaques alors qu'ils participaient à l'effort de guerre en travaillant dans des usines. Des personnages historiques comme Yoshida Shōin ou Takasugi Shinsaku s'y trouvent aussi.
La décision d'honorer l'âme d'un mort à Yasukuni est prise par le sanctuaire et le ministère de la Santé, sans consultation ni autorisation préalable de la famille. Quelques familles de victimes honorées à Yasukuni souhaitent voir leurs noms retirés du sanctuaire, opposées à l'idée pour des raisons personnelles, idéologiques et probablement choquées de n'avoir pas été consultées. Ainsi neuf personnes ont intenté un procès au sanctuaire en août 2006, demandant le retrait des âmes de membres de leurs familles honorées contre leur gré. Des procès similaires ont déjà eu lieu, mais ont généralement vu les familles déboutées de leurs demandes.

## Le musée Yūshūkan

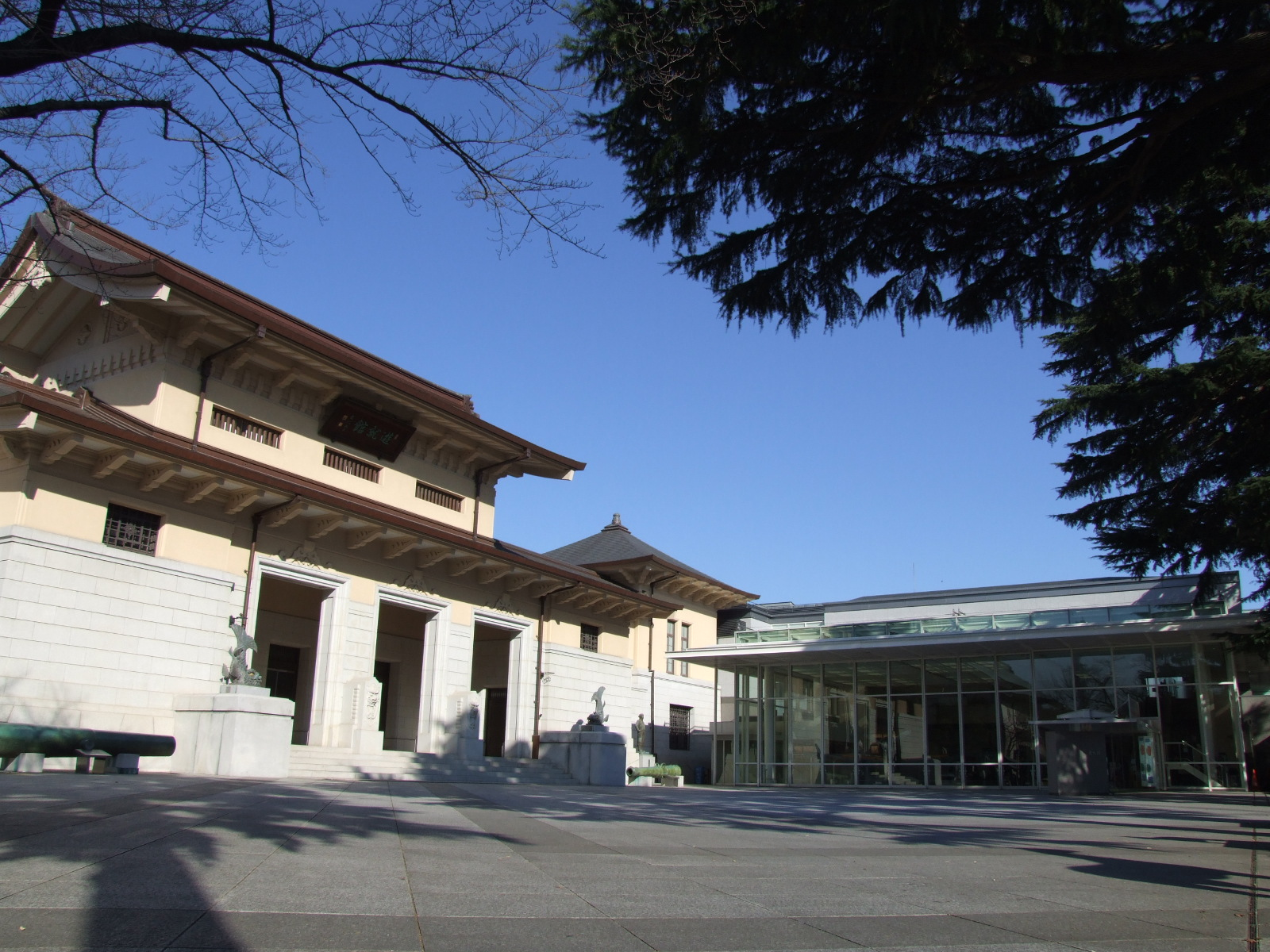
Le musée Yūshūkan.

Le sanctuaire gère également un musée, le Yūshūkan (遊就館), présentant des objets historiques et des panneaux explicatifs retraçant l'histoire militaire du Japon. Le ton y est critiqué comme nationaliste et tendancieusement révisionniste. Les crimes de guerre du régime Shōwa y sont escamotés et l'expansion japonaise en Asie et dans le Pacifique est présentée comme une volonté de libération des peuples orientaux contre l'impérialisme occidental. On y glorifie également les escadrons Tokkōtai. Le musée abrite ainsi un bombardier léger embarqué Aichi D4Y2 Suisei (surnommé JUDY par les Américains), le seul exemplaire au monde encore complet, et la maquette grandeur nature d'une bombe volante pilotée Yokosuka MXY-8 Okha, deux appareils utilisés dans les attaques kamikazes fin 1944 et début 1945.
Le musée escamote notamment le massacre de Nankin, proclamant que « le Japon a établi une zone de sécurité pour les civils chinois et fait des efforts particuliers pour protéger les sites historiques et culturels. Au sein de la cité, les résidents purent à nouveau vivre en paix ».

## Les visites officielles
Des élus du Parlement japonais, pour la plupart conservateurs, et parfois des ministres se rendent au sanctuaire, habituellement pour ses festivals de printemps et d'automne, ainsi que le 15 août, date anniversaire du discours de capitulation du Japon à l'issue de la Seconde Guerre mondiale.

### La maison impériale
L'empereur Shōwa (Hirohito), qui avait visité plusieurs fois le sanctuaire après la guerre, s'est abstenu de le faire après 1977. Selon ses proches, il aurait été opposé à l'ajout des condamnés des procès de Tokyo en 1978. Cette supposition a été confirmée par la publication en juillet 2006 du journal du conseiller de Hirohito, Tomohiko Tomita, qui cite Hirohito disant au sujet de l'ajout de 1978 : « C'est pour cette raison que, depuis, je ne m’y rends plus en pèlerinage ; voilà mon sentiment. » Il était en particulier opposé au transfert de Yōsuke Matsuoka et Toshio Shiratori, personnalités qui ont œuvré pour l'alliance avec les pays de l'Axe.
Au sujet de la décision de 1978 de Nagayoshi Matsudaira d'honorer les criminels de classe A à Yasukuni, il commente, selon Tomita : « Matsudaira [le père] tenait beaucoup à la paix, mais le fils a ignoré l’esprit du père. » Les partisans de Yasukuni, qui ont reçu là une dure désillusion, ont toutefois argué que la phrase ne tranchait pas clairement si l'empereur désapprouvait l'ajout des deux personnalités à cause de leur statut de criminel de guerre ou bien à cause de son antipathie personnelle envers eux. L'empereur ne pouvait cependant pas s'exprimer ouvertement sur le problème, en vertu de la constitution de 1946 qui lui interdit de s'exprimer sur un sujet politique, aussi il est difficile de connaître a posteriori son opinion avec certitude.
Pour le journaliste Masanori Yamaguchi, qui a analysé le mémo Tomita à la lumière des déclarations de Hirohito lors de sa conférence de presse de 1975, l'attitude « opaque et évasive » de l'empereur sur sa responsabilité à l'égard de la guerre et le fait qu'il ait déclaré que le bombardement atomique de Hiroshima « ne pouvait être empêché », démontre qu'il craignait que l'intronisation des criminels au sanctuaire puisse relancer la question de sa responsabilité personnelle concernant les crimes du régime Shōwa.

### Les hommes politiques
La présence au sanctuaire Yasukuni des noms de quatorze criminels de guerre rend chaque visite d'un Premier ministre controversée. Les gouvernements chinois et coréen en particulier voient de telles visites comme un affront. Bien que les premiers ministres ayant visité le sanctuaire aient affirmé l'avoir fait à titre personnel, leur attitude à ce sujet, et celle de Jun'ichirō Koizumi en particulier, est considérée comme ambiguë. Plusieurs décisions de justice ont par ailleurs déclaré les visites officielles inconstitutionnelles, celle de Ryūtarō Hashimoto comme celles de Koizumi, le Premier ministre n'ayant en principe pas le droit d'effectuer d'actes à caractère religieux en dehors du cadre personnel. Koizumi avait évité dans la dernière année de son mandat, en 2006, la date anniversaire de la fin de la guerre pour ménager la colère de ses voisins, mais a finalement tenu sa promesse de campagne de visiter Yasukuni le 15 août, provoquant encore une fois un tollé. Pourtant en 2007, 60 % des Japonais approuvaient les visites du Premier ministre au sanctuaire.
Les premiers ministres ayant officiellement visité le sanctuaire lors de leur mandat sont :
- 15 août 1975 : Takeo Miki ;
- 15 août 1978 : Takeo Fukuda ;
- 21 avril 1979 : Masayoshi Ōhira ;
- 15 août 1980 : Zenkō Suzuki ;
- 15 août 1981, 15 août 1982 : Ki'ichi Miyazawa ;
- 5 janvier 1983, 15 août 1985 : Yasuhiro Nakasone ;
- 27 juillet 1996 : Ryūtarō Hashimoto ;
- 13 août 2001, 23 avril 2002, 15 janvier 2003, 1er janvier 2004, 17 octobre 2005, 15 août 2006 : Jun'ichirō Koizumi ;
- 26 décembre 2013 : Shinzō Abe[10].

Chaque visite provoque des réactions plus vives chez les pays voisins du Japon. Bien que le caractère officiel ou non des visites ait fait l'objet de débats dans la presse japonaise depuis la fin des années 1970 et que plusieurs procès aient eu lieu pour trancher la question, le problème n'a réellement attiré l'attention au niveau international qu'à partir de 2001, avec la première visite de Koizumi.
La population japonaise est partagée quant à l’intérêt de ces visites : un sondage de la chaîne TV TBS de mai 2005 indique que 34 % des Japonais sont pour une prochaine visite de Koizumi au sanctuaire, mais 61 % sont contre, alors qu'un sondage d'août 2006 indique que 52 % des sondés approuvent la dernière visite de Koizumi (42 % contre), mais seuls 40 % pensent que le prochain Premier ministre devrait lui aussi visiter le sanctuaire (45 % contre). La presse quant à elle s'inquiète des conséquences diplomatiques à terme. Plusieurs hommes politiques ont proposé diverses solutions comme l'idée de construire un nouveau monument aux morts plus neutre, d'ôter le caractère religieux de l'hommage aux morts de guerre ou de mettre à part les noms problématiques. Le sanctuaire, soutenu par l'aile extrême de la classe politique japonaise, reste cependant peu ouvert à ces idées de compromis.
En août 2010, pour la première fois depuis plus de vingt-cinq ans, aucun ministre du gouvernement japonais, passé à l'opposition (Parti démocrate du Japon), n'est venu visiter le sanctuaire. Il en est de même en 2011, alors qu'en 2012, deux ministres du gouvernement Noda, Yūichirō Hata et Jin Matsubara (en), faisant partie du « Rassemblement des parlementaires allant prier au sanctuaire Yasukuni ensemble » (voir ci-dessous), se rendent au sanctuaire sur fond de crise avec la Chine et la Corée du Sud autour des îles Senkaku et des rochers Liancourt. Ces visites ont été faites à titre personnel, le Premier ministre Yoshihiko Noda ayant seulement demandé aux membres de son gouvernement de ne pas faire de visite officielle,. Yūichirō Hata récidive le 18 octobre 2012 avec un autre ministre, Mikio Shimoji (en), et des dizaines de députés.
Le 21 avril 2013, deux ministres du gouvernement repassé aux mains du PLD, Taro Aso (vice-Premier ministre et ministre des Finances) et Keiji Furuya (en) (chef de la Commission Nationale de la Sécurité publique) se sont rendus au sanctuaire, et le Premier ministre Shinzō Abe a dédié au sanctuaire un objet rituel, sans s'y rendre. Deux jours plus tard, cent soixante-dix parlementaires japonais s'y rendent à leur tour. Le 15 août 2013, Yoshitaka Shindō, ministre des Affaires intérieures, Keiji Furuya (en), président de la commission nationale de sécurité publique avec rang de ministre, et Tomomi Inada, ministre de la Réforme administrative, ont prié au Yasukuni, suivis par quatre-vingt-dix parlementaires.
Yoshitaka Shindō se rend de nouveau au sanctuaire le 18 octobre, à titre privé, ainsi que cent soixante parlementaires. Ils sont imités par Keiji Furuya et Nobuo Kishi, vice-ministre des Affaires étrangères et frère du Premier ministre Shinzō Abe, le 20 octobre. Yoshitaka Shindō s'y rend de nouveau le 12 avril 2014, là encore imité par cent cinquante parlementaires le 22 avril. Le 15 août, Shindō et Furuya s'y rendent à nouveau. Le 18 octobre, deux nouvelles ministres du gouvernement, Sanae Takaichi et Eriko Yamatani se sont rendues au sanctuaire, précédées la veille par plus d'une centaine de parlementaires. Madame Yamatani réitère sa visite le 23 avril 2015 avec Haruko Arimura, Chargée des affaires féminines au sein du gouvernement, après une nouvelle visite d'une centaine de députés et sénateurs la veille. Sanae Takaichi, Eriko Yamatani et Haruko Arimura renouvellent leur visite le 15 août 2015. La ministre des Affaires intérieures et de la Communication, Sanae Takaichi, s'y rend de nouveau le 22 avril 2016, après la visite de plus de quatre-vingt dix parlementaires. Le 15 août 2017, l’ancienne ministre de la Défense Tomomi Inada ainsi que plusieurs parlementaires connus pour leurs positions nationalistes se rendent au sanctuaire.
Les parlementaires soutenant les visites au sanctuaire Yasukuni sont réunis au sein du groupe Minna de Yasukuni-jinja ni sanpai suru kokkaigiin no kai (みんなで靖国神社に参拝する国会議員の会, litt. « Rassemblement des parlementaires allant prier au sanctuaire Yasukuni ensemble »). Fondé par Seisuke Okuno (奥野 誠亮, Okuno Seisuke), il est présidé en 2010 par Hidehisa Otsuji (en). On compte parmi ses membres Yoshirō Mori, Shinzō Abe, Yasuo Fukuda, Akira Amari, Shigeru Ishiba, Shin’ya Izumi, Masahiko Kōmura, Sadakazu Tanigaki, Toshihiro Nikai, Fukushirō Nukaga et Masatoshi Wakabayashi du Parti libéral-démocrate, ainsi qu'Ichirō Ozawa, Tsutomu Hata et Kazuhiro Haraguchi du Parti démocrate du Japon. Par le passé, Seiken Sugiura, Kisaburō Tokai et Okiharu Yasuoka en ont été membres.

### Les mouvements nationalistes
En 2008, l'appel à la censure et au boycott lancé par des députés du Parti libéral-démocrate comme Tomomi Inada à la suite de la réalisation par le cinéaste d'origine chinoise Ying Li d'un documentaire sur l'utilisation du sanctuaire par les factions d'extrême-droite relança la polémique autour du sanctuaire. À la suite de ces pressions politiques, seuls une dizaine de cinémas mettent le film à l'affiche et aucun à Tokyo,.
Plusieurs membres de partis européens d'extrême droite, dont Jean-Marie Le Pen et Bruno Gollnisch du Front national, et Adam Walker du Parti national britannique, ont effectué une visite au sanctuaire le 14 août 2010, veille de l'anniversaire du Gyokuon-hōsō officialisant la capitulation du Japon en 1945. Ces différents partis étaient invités à une conférence réunissant des parlementaires nationalistes japonais et européens organisée par l'Issuikai (一水会) du 12 au 18 août 2010. Étaient annoncés pour ce séjour Philip Claeys du Vlaams Belang belge, des membres du Parti autrichien de la liberté, du Mouvement pour une meilleure Hongrie (Jobbik) dont Krisztina Morvai, du Svoboda ukrainien dont Oleh Tyahnybok, du Mouvement social - Flamme tricolore italien dont Luca Romagnoli, de l'Ataka bulgare dont Volen Nikolov Siderov, et du Parti national rénovateur portugais.